# Zahmer Automorphismus
In der Mathematik sind zahme Automorphismen gewisse algebraische Automorphismen des affinen Raums.

## Definition
Sei {\displaystyle K} ein beliebiger Körper und {\displaystyle A^{n}} der affine Raum über {\displaystyle K}. Eine algebraische Abbildung {\displaystyle f\colon A^{n}\to A^{n}} ist eine Abbildung der Form
{\displaystyle f(x_{1},\ldots ,x_{n})=(f_{1}(x_{1},\ldots ,x_{n}),\ldots ,f_{n}(x_{1},\ldots ,x_{n}))}
mit Polynomen {\displaystyle f_{1},\ldots ,f_{n}\in K\left[x_{1},\ldots ,x_{n}\right]}. Ein algebraischer Automorphismus ist eine algebraische Abbildung, zu der es eine algebraische Umkehrabbildung gibt.
Die Gruppe der algebraischen Automorphismen {\displaystyle Aut(A^{n})} enthält als Untergruppe die affine Gruppe
{\displaystyle Aff(A^{n})=GL(n,K)\ltimes K^{n}},
wobei {\displaystyle GL(n,K)} die allgemeine lineare Gruppe ist und {\displaystyle K^{n}} die Gruppe der Translationen.
Weiter enthält {\displaystyle Aut(A^{n})} alle elementaren Automorphismen, also Automorphismen der Form
{\displaystyle f(x_{1},\ldots ,x_{n})=(x_{1}+P(x_{2},\ldots ,x_{n}),x_{2},\ldots ,x_{n})}
für ein Polynom {\displaystyle P} in {\displaystyle n-1} Variablen.
Die von {\displaystyle Aff(A^{n})} und den elementaren Automorphismen erzeugte Untergruppe von {\displaystyle Aut(A^{n})} heißt zahme Automorphismengruppe und ihre Elemente heißen zahme Automorphismen.

## Beispiele
Für {\displaystyle n=2} sind alle Automorphismen zahm.
Für {\displaystyle n\geq 3} und Körper der Charakteristik {\displaystyle 0} gibt es stets „wilde“ (d. h. nicht-zahme) Automorphismen.
Für {\displaystyle n=3} ist der Nagata-Automorphismus ein Beispiel eines „wilden“ Automorphismus. Er ist definiert durch
{\displaystyle f(x,y,z)=(x+(x^{2}-yz)z,y+2(x^{2}-yz)x+(x^{2}-yz)z,z)}.
Der Nagata-Automorphismus ist stabil zahm, d. h. er wird zahm nach Einführung weiterer Variablen.